# خنفساء نملة
الخنفساء النملة (الاسم العلمي Thanasimus formicarius،) نوع من الخنافس من فصيلة كليريدي، وهي حشرة متوسطة الجسم ولينة، وهي شديدة الشبه بنمل، وهي عدوانية النزعة ولكنها مفيدة لنشاطها المُلاحظ
في افتراس أنواع السوس والخنافس المتطفلة على أشجار فصيلة الصنوبرية.